# Tortula porteri
Tortula porteri là một loài Rêu trong họ Pottiaceae. Loài này được (James) Broth. miêu tả khoa học đầu tiên năm 1902.